# Albarelle

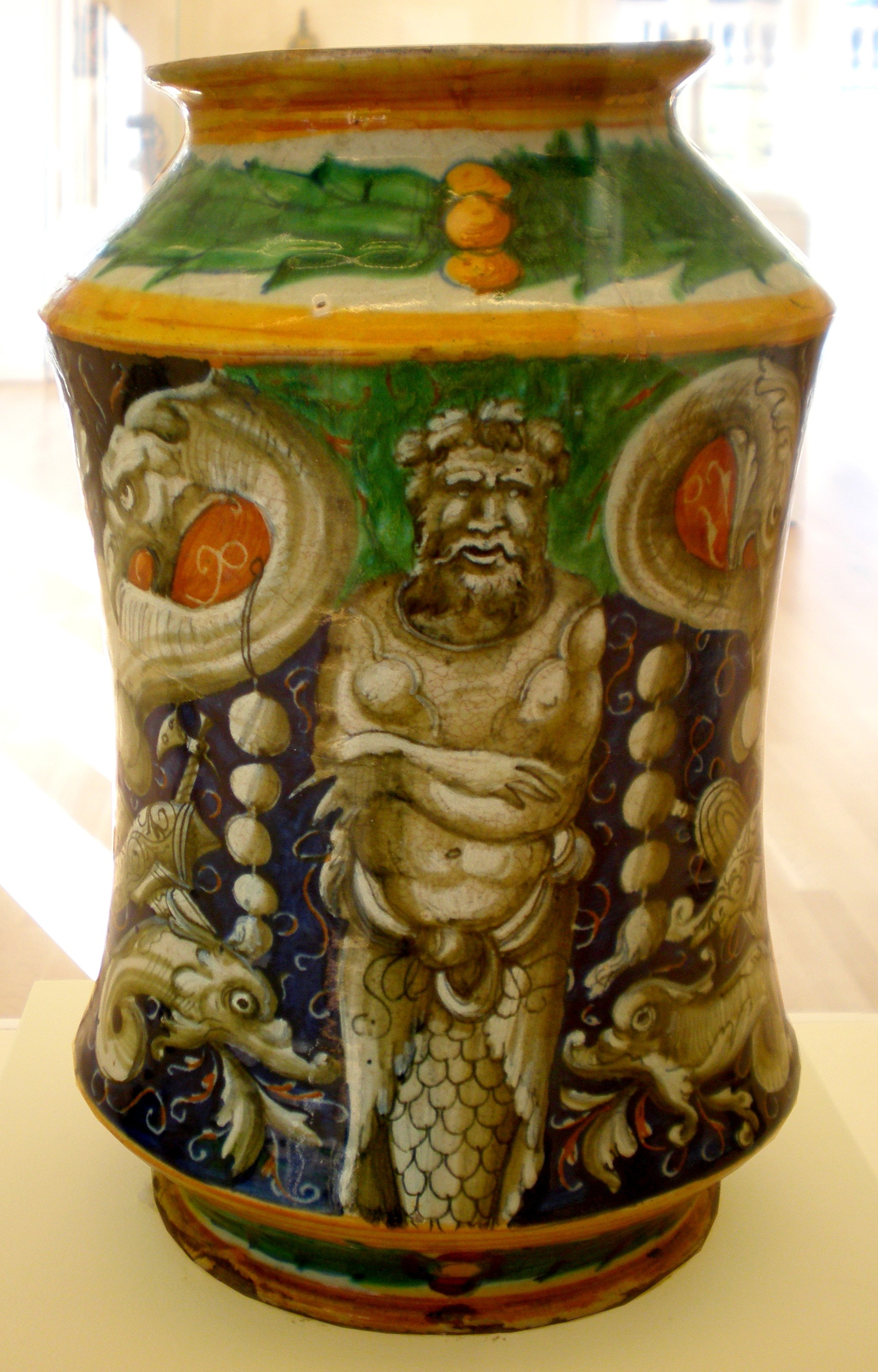
Castel Durante c 1550-55 (California Palace of the Legion of Honor)

L’albarelle est la forme la plus répandue des pots à pharmacie. Vase en majolique, souvent de forme cylindrique, il est conçu à l'origine pour contenir épices et confitures puis sert à conserver drogues solides, onguents  et plantes médicinales séchées des apothicaires. Il est aussi appelé « cornet de pharmacie » lorsqu'il prend cette forme caractéristique. Le mot albarelle est tiré de l'italien albarello (étymologie controversée : issu du latin albaris qui peut signifier blanchâtre ou en bois ou bien plus vraisemblablement de l'arabe albirmil, duquel dérive également le mot baril). Ce vase élevé se distingue du pilulier, du « pot à onguent » - appelé aussi « pot à canon » qui contient onguent, baume, rob ou électuaire - plus petit, de la chevrette, vase oblong avec une poignée et un bec saillant qui contient des sirops, de la jarre qui conserve eaux distillées, huiles douces et sirops, et du « pot de monstre » (appelé aussi « pot à thériaque » ou « pot à montrer » - vase d'apparat polychrome d'apothicaire).

## Historique
Le développement de ce type de pot de pharmacie tire ses racines du Proche et Moyen-Orient, à l'époque des conquêtes islamiques, notamment par l'intermédiaire des officines de Bagdad, du Caire ou de Fez. Au Moyen Âge central, les professions de médecin, d'apothicaire ou d'épicier sont peu dissociées et un même mobilier, probablement celui de la cuisine, doit servir à stocker les remèdes. Les pots émaillés sont introduits en Italie par les commerçants hispano-mauresques à partir du XIIIe siècle, époque qui voit apparaître dans les fouilles archéologiques des pots de pharmacie spécialisés venus d'Orient. Les premiers exemples italiens sont produits à Florence au XVe siècle. Les Albarelli sont réalisés en Italie de la première moitié du XVe siècle jusqu'à la fin du XVIIIe siècle et au-delà.

En France, la production se concentre essentiellement dans les régions de Montpellier et Nîmes. Ce n'est qu'au XVIIe siècle que le « cornet » prend l'appellation italienne originale.

En Angleterre, la production débute au XVIIIe siècle à Lambeth, une localité proche de Londres.

En Allemagne, les premiers exemplaires d’albarelli sont réalisés à Nuremberg au XVIe siècle.

## Caractères stylistiques
Basés sur des modèles perses censés reproduire les récipients en bambou (matériau de fabrication traditionnelle), les pots sont généralement cylindriques avec une taille légèrement concave, ce cintrement facilitant la préhension. Des variations dans la taille et le style peuvent être observées d'une région à l'autre, allant de 10 à 40 cm de hauteur. Ces pots, utilisés à des fins tant fonctionnelles que décoratives chez les apothicaires traditionnels et dans les pharmacies, représentent à la fois richesse et statut social. Les pots sont généralement scellés avec un morceau de parchemin, de cuir attaché par un lien ligaturé sur le col à bourrelet ou à partir du XVIe siècle de papier sur lequel pouvait être inscrit plusieurs mentions, d'où l'absence de couvercles dans les fouilles archéologiques. La réglementation sanitaire impose dès le XIVe siècle des inscriptions de dates de péremption. 
C'est au cours de la Renaissance que l'art des faïenciers d'albarelles atteint son apogée, dans les formes comme dans le décor. Les thèmes vont des motifs floraux sur fond blanc à des conceptions plus élaborées telles que des portraits de chérubins ou de prêtres. Le décor peut inclure une étiquette décrivant le contenu de la jarre. Des styles spécifiques de décors sont aujourd'hui associés à diverses régions italiennes, comme Florence, Venise, Gerace ou Palerme en Sicile. La porcelaine tend à remplacer la faïence au XVIIIe siècle.

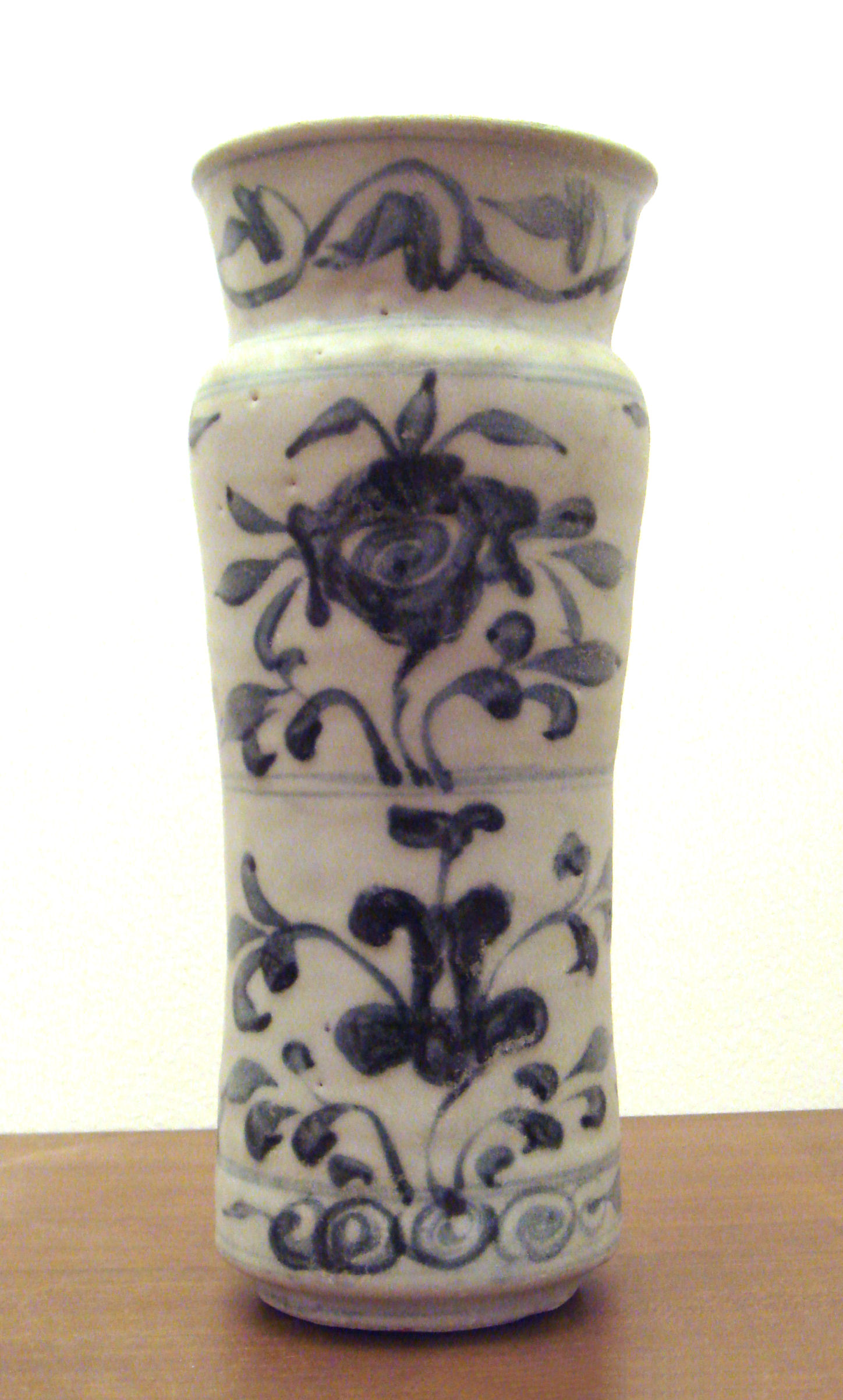
Albarelle en porcelaine de Shantou, décor bleu et blanc, Ming, avant 1600.
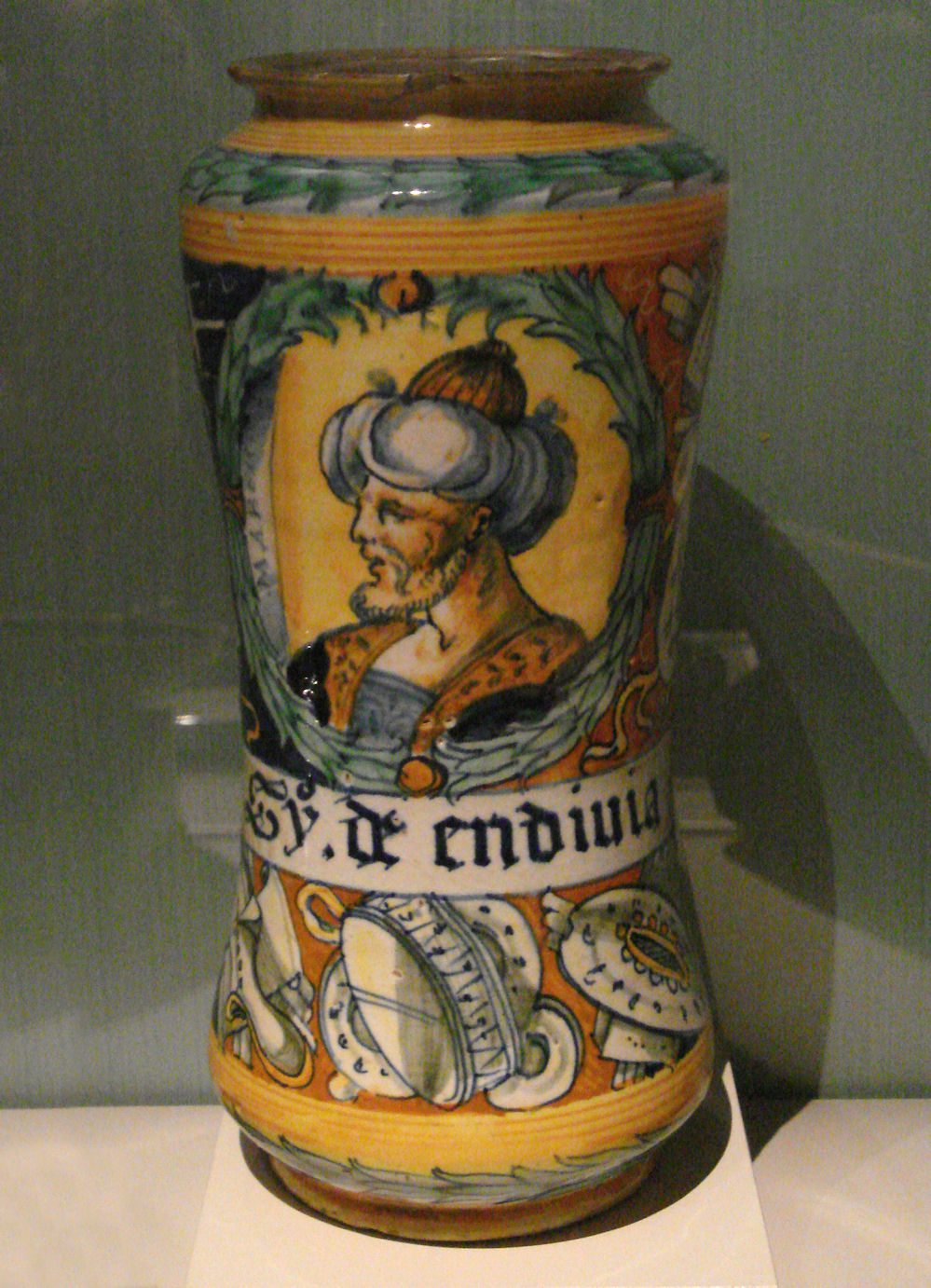
Albarelle à tête de turc, Faenza, 1555.
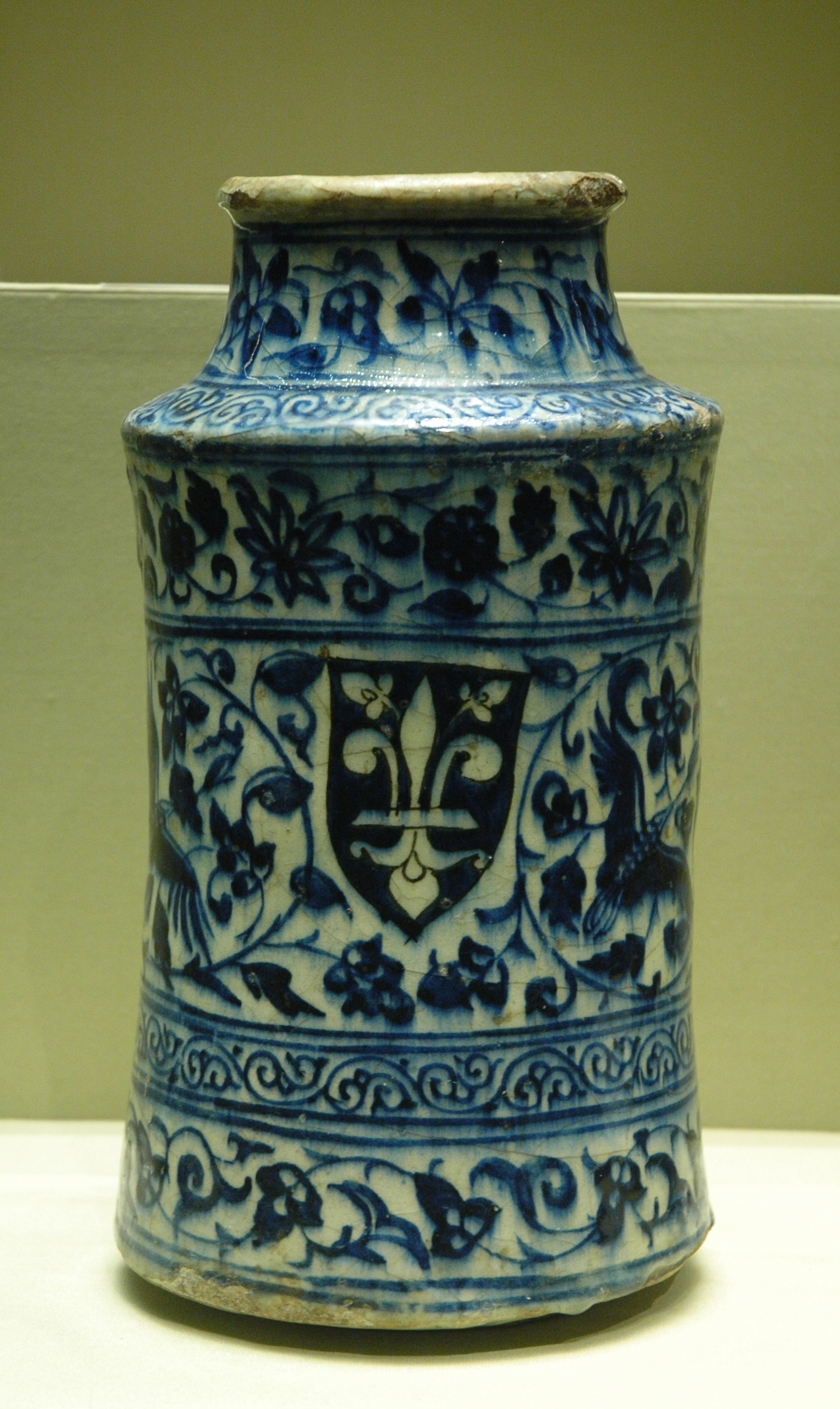
Albarelle au Musée du Louvre
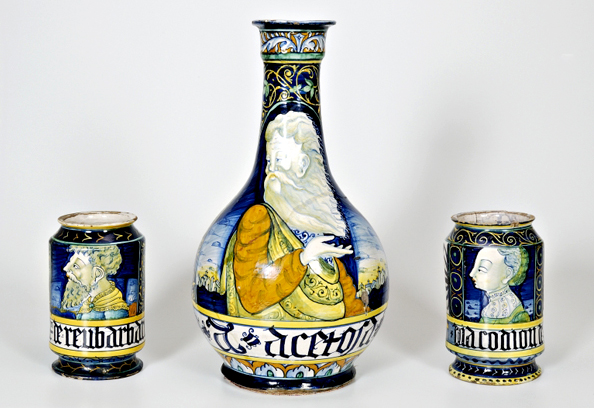
Vase encadré de deux pots à canon
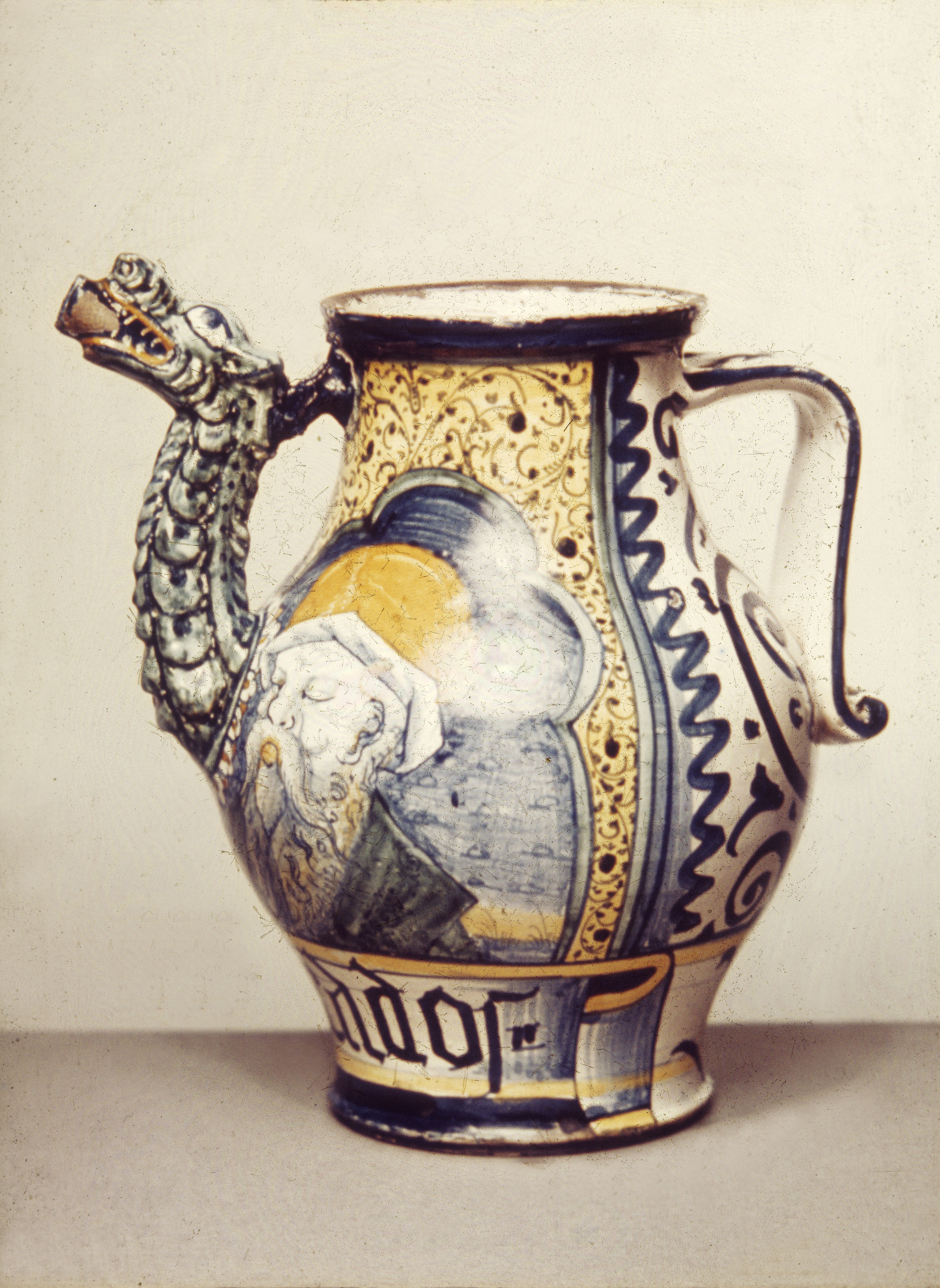
Chevrette